# Kenneth French
Kenneth Ronald "Ken" French (Franklin (New Hampshire), 20 maart 1954) is een Amerikaans econoom.
Kenneth French is als professor verbonden aan de Tuck School of Business in Hanover in New Hampshire in de Verenigde Staten. In 1975 behaalde hij zijn bachelor of science aan de Lehigh University. Daarna behaalde hij aan de University of Rochester zijn MBA in 1978, M.S. in 1981 en zijn Ph.D. op het gebied van financieel beleid in 1983. In 2007 werd hij president van de American Finance Association.

## Drie factor model
Samen met auteur Eugene Fama heeft Kenneth French vraagtekens geplaatst bij het CAPM model, dat stelt dat het gemiddelde rendement van een aandeel alleen te verklaren zou zijn door de beta. Met Fama ontwikkelde hij het succesvolle drie factor model dat naast de beta ook de omvang van een onderneming (marktkapitalisatie) en de book-to-market ratio meeneemt. Het book-to-market aspect is feitelijk het onderscheid tussen groei- en waarde-aandelen. Het drie factor model kan als volgt worden uitgeschreven:
{\displaystyle r-R_{f}=\beta _{3}(K_{m}-R_{f})+bs\cdot SMB+bv\cdot HML+\alpha }
- Gemeinsame Normdatei: 170014398
- International Standard Name Identifier: 0000 0003 6968 2567
- Library of Congress Control Number: n86861175
- Nationale Bibliotheek van Tsjechië: vse2010585483
- Nationale Bibliotheek van Israël: 987007346633505171
- Système universitaire de documentation: 149180403
- Virtual International Authority File: 233853423
- WorldCat: E39PBJpDJFkDFxxPQxrCbv9FKd